# Progressione del record italiano del lancio del giavellotto maschile

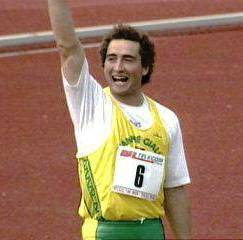
Carlo Sonego, detentore del record italiano del lancio del giavellotto dal 1999.

La voce seguente illustra la progressione del record italiano del lancio del giavellotto maschile di atletica leggera.
Il primo record italiano maschile in questa disciplina venne ratificato il 31 marzo 1906, quando si utilizzava una tecnica di lancio "libera". Dal 1912 fu introdotto lo stile "impugnato", mentre dal 1º aprile 1986 entrò in uso il nuovo attrezzo con baricentro spostato più avanti di 4 cm per limitare la lunghezza del lancio.

## Progressione

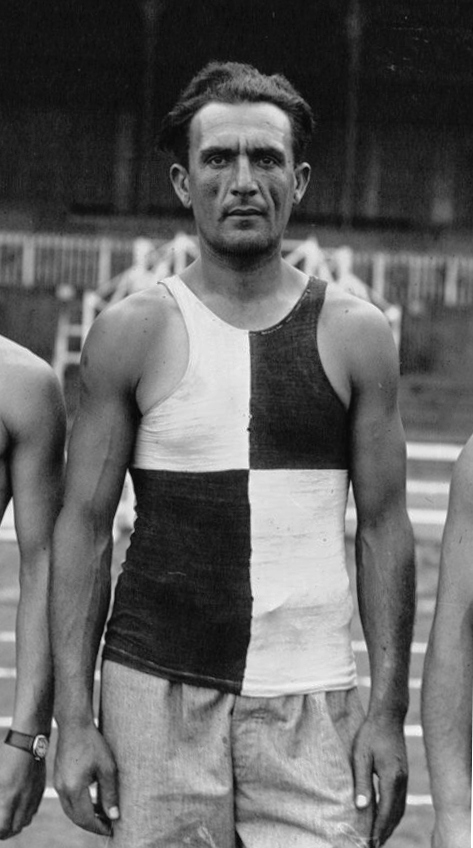
Giuseppe Tugnoli, detentore del record italiano dal 1909 con lo stile "libero", poi abbandonato dagli anni 10 del XX secolo.

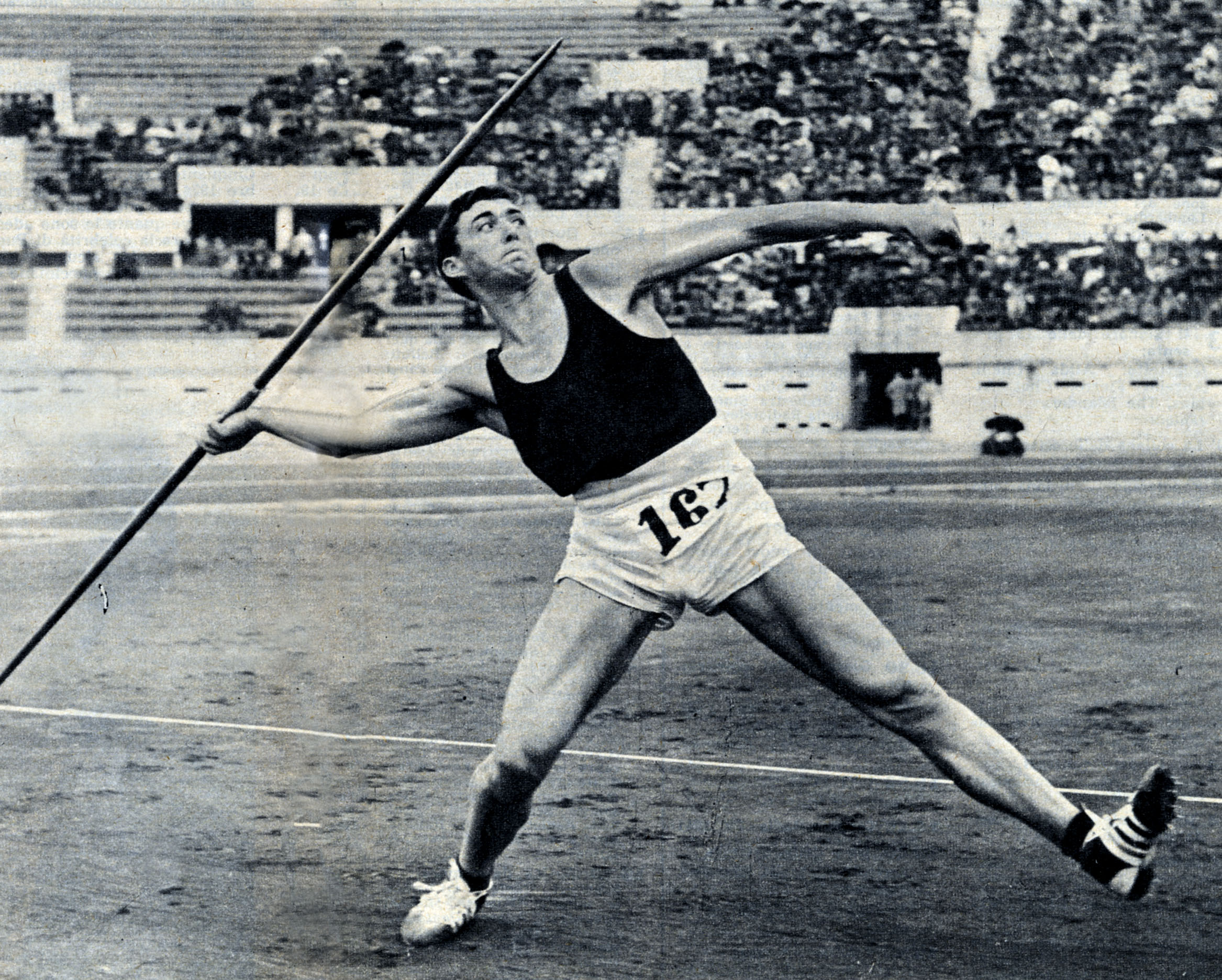
Carlo Lievore, detentore del record italiano dal 1957 al 1958 e dal 1960 al 1983; dal 1961 al 1964 la sua misura fu anche record mondiale.

Agostino Ghesini, detentore del record italiano dal 1983 al 1986, anno dell'introduzione del nuovo attrezzo.

| Misura                                      | Atleta              | Società                             | Luogo         | Data              | Note |
| ------------------------------------------- | ------------------- | ----------------------------------- | ------------- | ----------------- | ---- |
| Stile "libero"                              |                     |                                     |               |                   |      |
| 34,70 m                                     | Giuseppe Medici     | Virtus Atletica Bologna             | Roma          | 31 marzo 1906     |      |
| 43,95 m                                     | Alberto Masprone    | Fondazione Bentegodi Verona         | Verona        | 8 settembre 1906  |      |
| 45,00 m                                     | Umberto Barozzi     | Società Ginnastica e Scherma Novara | Torino        | 19 giugno 1909    |      |
| 50,75 m                                     | Giuseppe Tugnoli    | Sempre Avanti Bologna               | Bologna       | 17 ottobre 1909   |      |
| 51,00 m                                     | Giuseppe Tugnoli    | Sempre Avanti Bologna               | Genova        | 7 maggio 1910     |      |
| 54,00 m                                     | Giuseppe Tugnoli    | Sempre Avanti Bologna               | Verona        | 5 giugno 1910     |      |
| 56,24 m                                     | Giuseppe Tugnoli    | Virtus Atletica Bologna             | Milano        | 10 ottobre 1915   |      |
| Stile "impugnato"                           |                     |                                     |               |                   |      |
| 36,35 m                                     | Furio Bini          | Società Ginnastica Roma             | Roma          | 8 giugno 1912     |      |
| 38,56 m                                     | Ubaldo Bianchi      | Libertas Pistoia                    | Milano        | 21 settembre 1913 |      |
| 41,46 m                                     | Oprando Bottura     | Virtus Atletica Bologna             | Milano        | 25 luglio 1915    |      |
| 43,78 m                                     | Oprando Bottura     | Virtus Atletica Bologna             | Busto Arsizio | 28 marzo 1920     |      |
| 47,40 m                                     | Oprando Bottura     | Virtus Atletica Bologna             | Ferrara       | 13 maggio 1920    |      |
| 47,43 m                                     | Oprando Bottura     | Virtus Atletica Bologna             | Bologna       | 27 ottobre 1920   |      |
| 49,01 m                                     | Carlo Clemente      | Società Ginnastica Josto            | Trento        | 4 giugno 1921     |      |
| 51,50 m                                     | Carlo Clemente      | Società Ginnastica Josto            | Cagliari      | 3 settembre 1921  |      |
| 51,96 m                                     | Carlo Clemente      | Società Ginnastica Josto            | Bologna       | 18 settembre 1921 |      |
| 55,70 m                                     | Carlo Clemente      | Società Ginnastica Josto            | Busto Arsizio | 17 settembre 1922 |      |
| 55,78 m                                     | Raniero Laghi       | Forti e Liberi Forlì                | Milano        | 16 settembre 1923 |      |
| 56,04 m                                     | Carlo Clemente      | Società di Educazione Fisica Torres | Cagliari      | 23 marzo 1924     |      |
| 56,80 m                                     | Carlo Clemente      | Società di Educazione Fisica Torres | Busto Arsizio | 29 giugno 1924    |      |
| 56,95 m                                     | Carlo Clemente      | Società di Educazione Fisica Torres | Düsseldorf    | 22 luglio 1924    |      |
| 57,31 m                                     | Alberto Dominutti   | Guardia di Finanza Roma             | Bologna       | 20 settembre 1926 |      |
| 58,08 m                                     | Alberto Dominutti   | Fondazione Bentegodi Verona         | Atene         | 22 maggio 1927    |      |
| n/d                                         | Giuseppe Palmieri   | Virtus Atletica Bologna             | Bologna       | 7 ottobre 1928    |      |
| 59,68 m                                     | Giuseppe Palmieri   | Virtus Atletica Bologna             | Bologna       | 7 ottobre 1928    |      |
| 59,92 m                                     | Alberto Dominutti   | Fondazione Bentegodi Verona         | Bologna       | 22 giugno 1930    |      |
| 61,595 m                                    | Alberto Dominutti   | Fondazione Bentegodi Verona         | Londra        | 5 luglio 1930     |      |
| 62,45 m                                     | Mario Agosti        | Associazione Sportiva Udinese       | Udine         | 10 maggio 1934    |      |
| 63,06 m                                     | Luigi Spazzali      | Unione Sportiva Goriziana           | Udine         | 9 ottobre 1934    |      |
| 65,23 m                                     | Mario Agosti        | Associazione Sportiva Udinese       | Udine         | 3 novembre 1935   |      |
| 65,94 m                                     | Amos Matteucci      | CUS Roma                            | Milano        | 16 settembre 1950 |      |
| 66,33 m                                     | Francesco Ziggiotti | CRAL Marzotto                       | Milano        | 18 luglio 1954    |      |
| 66,73 m                                     | Francesco Ziggiotti | CRAL Marzotto                       | Merano        | 12 settembre 1954 |      |
| 67,12 m                                     | Francesco Ziggiotti | CRAL Marzotto                       | Schio         | 10 ottobre 1954   |      |
| 68,02 m                                     | Francesco Ziggiotti | CRAL Marzotto                       | Schio         | 10 ottobre 1954   |      |
| 68,75 m                                     | Francesco Ziggiotti | CRAL Marzotto                       | Bari          | 23 ottobre 1954   |      |
| 69,57 m                                     | Raffaele Bonaiuto   | Società Sportiva Edera Forlì        | Forlì         | 22 ottobre 1955   |      |
| 70,14 m                                     | Raffaele Bonaiuto   | Società Sportiva Edera Forlì        | Bologna       | 24 giugno 1956    |      |
| 71,00 m                                     | Giovanni Lievore    | Gruppo Sportivo Fiamme Oro          | Padova        | 30 agosto 1956    |      |
| 73,76 m                                     | Giovanni Lievore    | Gruppo Sportivo Fiamme Oro          | Roma          | 30 settembre 1956 |      |
| 74,00 m                                     | Carlo Lievore       | Gruppo Sportivo Fiamme Oro          | Bologna       | 15 settembre 1957 |      |
| 74,03 m                                     | Giovanni Lievore    | Gruppo Sportivo Fiamme Oro          | Padova        | 27 aprile 1958    |      |
| 74,98 m                                     | Giovanni Lievore    | Gruppo Sportivo Fiamme Oro          | Padova        | 27 aprile 1958    |      |
| 78,83 m                                     | Giovanni Lievore    | Gruppo Sportivo Fiamme Oro          | Padova        | 27 aprile 1958    |      |
| 79,98 m                                     | Giovanni Lievore    | Gruppo Sportivo Fiamme Oro          | Padova        | 27 aprile 1958    |      |
| 80,72 m                                     | Giovanni Lievore    | Gruppo Sportivo Fiamme Oro          | Roma          | 12 ottobre 1958   |      |
| 81,14 m                                     | Carlo Lievore       | Gruppo Sportivo Fiamme Oro          | Mosca         | 3 luglio 1960     |      |
| 83,60 m                                     | Carlo Lievore       | Gruppo Sportivo Fiamme Oro          | Schio         | 31 luglio 1960    |      |
| 86,74 m                                     | Carlo Lievore       | Fiat Torino                         | Milano        | 1º giugno 1961    |      |
| 89,12 m                                     | Agostino Ghesini    | Pro Patria Pierrel Milano           | Ravenna       | 9 giugno 1983     |      |
| Nuovo attrezzo introdotto il 1º aprile 1986 |                     |                                     |               |                   |      |
| 73,50 m                                     | Fabio De Gaspari    | Gruppo Sportivo Fiamme Oro          | Parigi        | 31 maggio 1986    |      |
| 76,06 m                                     | Fabio De Gaspari    | Gruppo Sportivo Fiamme Oro          | Monaco        | 6 luglio 1986     |      |
| 77,04 m                                     | Fabio De Gaspari    | Gruppo Sportivo Fiamme Oro          | Torino        | 28 maggio 1987    |      |
| 78,72 m                                     | Fabio De Gaspari    | Gruppo Sportivo Fiamme Oro          | Cittadella    | 13 maggio 1989    |      |
| 79,30 m                                     | Fabio De Gaspari    | Gruppo Sportivo Fiamme Oro          | Cesenatico    | 26 luglio 1989    |      |
| 82,44 m                                     | Carlo Sonego        | Gruppo Sportivo Fiamme Gialle       | Tivoli        | 30 maggio 1998    |      |
| 84,60 m                                     | Carlo Sonego        | Gruppo Sportivo Fiamme Gialle       | Osaka         | 8 maggio 1999     |      |